# Nanatsujima
Nanatsujima (japanisch 七ツ島 ‚sieben Inseln‘) ist eine Inselgruppe im Japanischen Meer, nördlich der Noto-Halbinsel der japanischen Präfektur Ishikawa.

## Inseln
Nanatsujima besteht aus folgenden Inseln:
| Luftbild                                                       | Name          | japanisch | Fläche [ha] | Höhe [m] | Koordinaten                   |
| -------------------------------------------------------------- | ------------- | --------- | ----------- | -------- | ----------------------------- |
| Ujima (links), Yawazu-jima (Mitte) und Ōshima (rechts)         | Ōshima        | 大島      | 3,2         | 61,7     | 37° 36′ 38″ N, 136° 54′ 1″ O  |
| Ujima (links), Yawazu-jima (Mitte) und Ōshima (rechts)         | Yawazu-jima   | 狩又島    | 0,1         |          | 37° 36′ 53″ N, 136° 53′ 26″ O |
| Ujima (links), Yawazu-jima (Mitte) und Ōshima (rechts)         | Ujima         | 竜島      | 0,6         | 36,0     | 37° 36′ 55″ N, 136° 53′ 13″ O |
| Aramiko-jima                                                   | Aramiko-jima  | 荒三子島  | 2,6         | 59,0     | 37° 35′ 18″ N, 136° 52′ 36″ O |
| Akajima (oben), Mikuriya-jima (links) und Eboshi-jima (rechts) | Eboshi-jima   | 烏帽子島  | 0,2         | 36,0     | 37° 35′ 4″ N, 136° 51′ 53″ O  |
| Akajima (oben), Mikuriya-jima (links) und Eboshi-jima (rechts) | Akajima       | 赤島      | 1,0         | 37,0     | 37° 35′ 32″ N, 136° 51′ 47″ O |
| Akajima (oben), Mikuriya-jima (links) und Eboshi-jima (rechts) | Mikuriya-jima | 御厨島    | 1,6         | 38,9     | 37° 35′ 16″ N, 136° 51′ 18″ O |
| Karte mit allen Koordinaten: OSM \| WikiMap                    |               |           |             |          |                               |

## Geologie
Die Inseln sind vulkanischen Ursprungs und bestehen meist aus Andesit, teilweise auch aus Tuffbrekzien.

## Meeresökologie
Die mittlere Wassertemperatur liegt bei etwa 17,5 °C und die mittlere Konzentration von Chlorophyll a liegt zwischen 0,55 und 0,63 mg/m³.

## Flora und Fauna
Die Vegetation aller Inseln, ausgenommen dem Felsenpaar Yawazu-jima, besteht ab 20 m aus Gräsern wie Chinaschilf, der Engelwurzart Angelica japonica, Japanischem Staudenknöterich, der Kratzdistelart Cirsium japonicum und Büschel-Rose.
Wie auch die 25 km nördlich gelegene Insel Hegura-jima dienen die Inseln als Rastplatz für Zugvögel. Daneben leben hier auch Japankormoran, Riffreiher, Wanderfalke, Japanmöwe (etwa 12.000), Bachstelze (lugens-Gruppe), Blaumerle und Dickschnabelkrähe das ganze Jahr über. Die Population von Calonectris leucomelas wird auf etwa 60.000 geschätzt. Auf Grund dessen wurde sie 1968 Teil des Noto-hantō-Quasi-Nationalparks und am 1. November 1973 ein Gebiet von 24 ha Fläche zum Vogelschutzgebiet (国指定七ツ島鳥獣保護区, Kokushitei Nanatsujima chōjū hogoku), das wegen seines Vorkommens des gefährdeten Japanalks ebenfalls eine Important Bird Area (A1) ist. Bedrohungen für die Vögel sind auf Ōshima Wildkaninchen, die sich von vier 1984 hier ausgesetzten bis zwischenzeitlich auf schätzungsweise 300 Exemplare vermehrt hatten, sowie auf Aramiko-jima Wanderratten. Durch intensive Bemühungen wurde das Wildkaninchen auf Ōshima seit 2013 mit Gewehren, Schrotflinten und Fallen mehrmals jährlich dezimiert und vermutlich inzwischen erfolgreich ausgerottet, da es 2019 drei Winter in Folge nicht mehr beobachtet wurde. Zudem wurde eine Erholung der dort wachsenden Pflanzen festgestellt.

## Geschichte
1594 siedelten Ama-Taucher und Fischer aus dem mehr als 700 km entfernten Kanezaki (heute Teil von Munakata) auf der Noto-Halbinsel im heutigen Wajima an und erhielten die exklusiven Fischereirechte für Hegura-jima und Nanatsujima. Diese lebten über den Sommer auf den Inseln, insbesondere Ōshima, Aramiko-jima und Mikuriya-jima. Dies hörte in den 1970ern mit der Ernennung als Vogelschutzgebiet auf, so dass heute die einzige menschliche Spur der unbewohnte Leuchtturm auf Ōshima ist.